# Benno Premsela
Benno Premsela (Amsterdam, 4 maggio 1920 – Amsterdam, 27 marzo 1997) è stato un designer, artista, attivista per i diritti delle persone omosessuali olandese. 
Come designer fu attivo nel settore tessile, del design industriale e nell'arredamento d'interni. Fu una figura centrale nel mondo dell'arte olandese del dopoguerra e, come presidente del COC, dienne promotore dell’emancipazione omosessuale. Fu un collezionista d'arte.

## Biografia
Fu figlio del noto medico ebreo e sessuologo Bernard Premsela, che scrisse anche di sessualità e di Rosalie de Boers. Crebbe ad Amsterdam, sua città natale. Studiò, prima e dopo la seconda guerra mondiale, interior design presso la "Nieuwe Kunstschool" (Nuova Scuola d’Arte).  Durante la guerra fu costretto a interrompere gli studi e a vivere nascosto. I suoi genitori e sua sorella furono uccisi nel campo di sterminio di Auschwitz. Suo fratello sopravvisse alla guerra. Fu uno dei pochi membri della sua famiglia a sopravvivere alla Shoah nei Paesi Bassi.
Raccontò la sua infanzia, il periodo vissuto in clandestinità e la vita dopo la guerra il 27 agosto 1995 all'Archivio di Storia Orale dell'USC Shoah Foundation Institute, fondato nel 1994 da Steven Spielberg. La sua testimonianza è inclusa nella raccolta 2000 Testimoni raccontano del Museo Storico Ebraico.

### Designer
Nel suo lavoro minimalista bellezza e funzionalità sono strettamente connesse. Sotto la sua guida, come responsabile delle vetrine e degli interni del grande magazzino De Bijenkorf di Amsterdam, furono realizzate vetrine spettacolari. Lì veniva regolarmente esposta arte moderna; vi si potevano vedere opere del gruppo CO.BR.A., appartenente al movimento artistico d'avanguardia europeo, prima ancora che al Museo Stedelijk.
Insieme all'arredatore Jan Vonk fondò lo studio Bureau Premsela Vonk. Lavorarono come designer per numerose aziende e clienti privati, e nel 1965 curarono il nuovo arredamento del circolo De Schakel del Nederlandse Vereniging tot Integratie van Homoseksualiteit COC. Alla fine degli anni sessanta, collaborò con un team delle fabbriche di tappeti Van Besouw per sviluppare una collezione innovativa di tappeti in cotone. La sua sobria lampada Lotek (1982) divenne un'icona di stile. L'ex Istituto Premsela (nome ufficiale: Premsela, Nederlands Instituut voor design en mode, in italiano Premsela, Istituto olandese per il design e la moda) portava il suo nome. Il 1º gennaio 2013 l'istituto venne fuso con il Nederlands Architectuurinstituut e la piattaforma virtuale per l'e-culture, per dare vita a Het Nieuwe Instituut.
L'edificio della Hogeschool van Amsterdam al Rhijnspoorplein, che un tempo ospitava il Consiglio del Lavoro, è ora chiamato Benno Premselahuis.
Nel 1999 Carrie de Swaan realizzò un documentario su di lui con musiche di Willem Breuker.

### Animatore culturale e dirigente
Divenne una figura di spicco e stimolante nella vita culturale del suo tempo. Ricoprì incarichi direttivi e consultivi in numerose commissioni nel campo del design e delle arti visive; tra cui il Raad voor de Kunst (Consiglio per le Arti), il Consiglio per il Design Industriale, la Fondazione Kröller Müller, la commissione acquisti del Museo Stedelijk di Amsterdam e la Fondazione Fondo per le Arti Visive, il Design e l’Architettura. Promosse anche il lavoro di artisti, ad esempio nella Galerie Sieraad, acquistando personalmente le loro opere.

### Attivismo per i diritti delle persone omosessuali
Divenne uno dei primi olandesi a dichiarare pubblicamente la propria omosessualità. Fin dal 1947 si batté per la parità dei diritti degli omosessuali. Partecipò allo Shakespeare Club, da cui nel 1949 nacque il COC, l’associazione per i diritti degli omosessuali. Ne fu presidente dal 1962 al 1971. Nel 1964 l'associazione iniziò a presentarsi più visibilmente al pubblico. Fu il primo omosessuale ad avere il coraggio di apparire in televisione, il 30 dicembre 1964, senza essere reso irriconoscibile. Lo speciale di fine anno del programma VARA Achter het Nieuws divenne per questo motivo l'argomento del giorno. Nel 1995 ricevette l'Anemone d’argento dal Fondo Principe Bernhard per il suo impegno a favore dell'arte e dell'emancipazione degli omosessuali.

## Collezione e archivio
La collezione di arti applicate da lui raccolta è esposta al Centraal Museum di Utrecht. Alcuni ritratti e oggetti personali fanno parte della collezione del Museo di Amsterdam. L'archivio da lui creato, con documentazione, corrispondenza e materiale fotografico, è stato donato dagli eredi all'Archivio Comunale di Amsterdam. La collezione, interamente catalogata, è stata esposta nel 2008 in una grande mostra nell'edificio ristrutturato di De Bazel—l’ex sede centrale dell'ABN AMRO in Vijzelstraat—con il titolo Show Yourself.